# Maria Elisabeth von Sachsen (1610–1684)

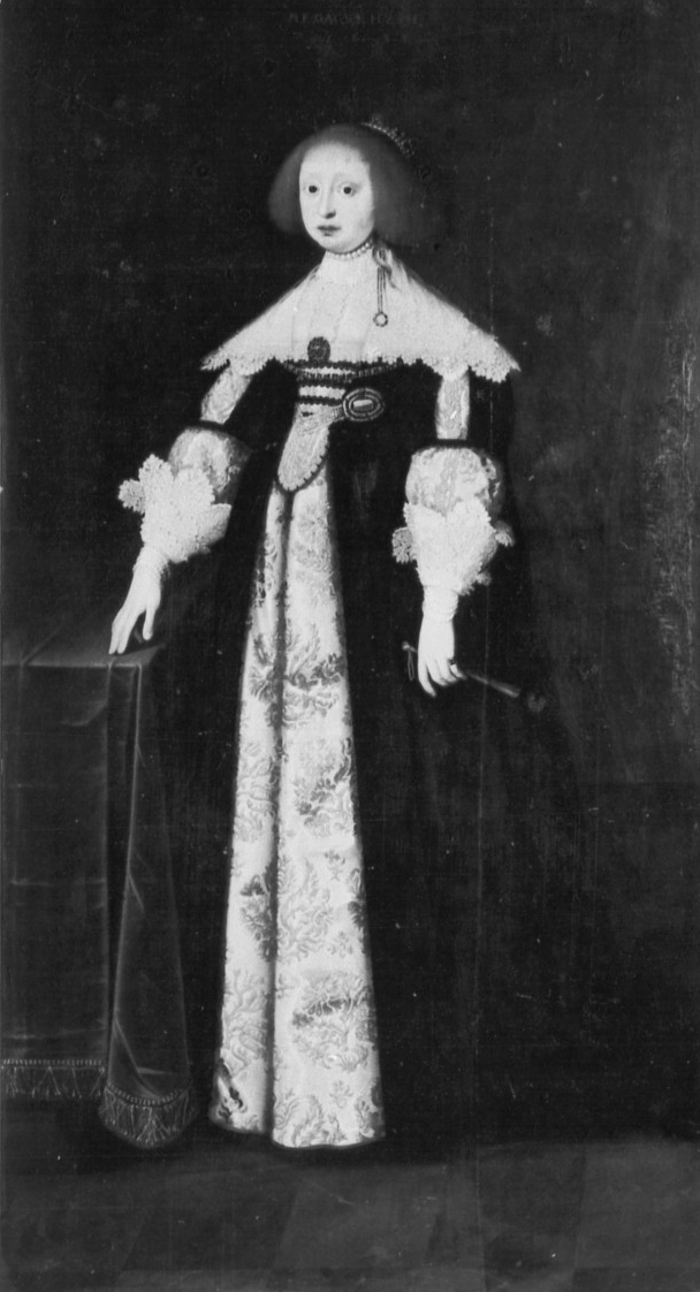
Maria Elisabeth von Sachsen (1610–1684)

Prinzessin Maria Elisabeth von Sachsen, spätere Herzogin von Schleswig-Holstein-Gottorf

Maria Elisabeth von Sachsen (* 22. November 1610 in Dresden; † 24. Oktober 1684 in Husum) war eine sächsische Prinzessin aus dem Haus der albertinischen Wettiner, durch Heirat Herzogin von Schleswig-Holstein-Gottorp.

## Leben
Marie Elisabeth wurde als zweite Tochter des sächsischen Kurfürsten Johann Georg I. (1585–1656) und seiner zweiten Gemahlin Prinzessin Magdalena Sibylle von Preußen (1586–1659), Tochter des Herzog Albrecht Friedrich von Preußen aus dem Hause Hohenzollern und seiner Gattin Prinzessin Maria Eleonore von Jülich-Kleve, geboren.
Am 21. Februar 1630 heiratete Maria Elisabeth in Dresden den Herzog Friedrich III. von Schleswig-Holstein-Gottorf (1597–1659), Sohn des Herzog Johann Adolf und seiner Gattin Prinzessin Augusta von Dänemark, Tochter des dänischen und norwegischen Königs Friedrich II. aus dem Hause Oldenburg. Schon dreieinhalb Jahre vorher hatte sich das Paar in Dresden verlobt. Das Eheprojekt war von der dänischen Königin Sophie und der Kurfürstinwitwe Hedwig vorangetrieben worden. Friedrich III. befand sich zu dieser Zeit auf der Seite Dänemarks im Niedersächsisch-Dänischen Krieg, während Sachsen, zwar in diesem Krieg nicht aktiv, sich auf Seiten des feindlichen österreichischen Kaiserhauses befand. Zur Aussteuer Maria Elisabeths gehörten, für damalige Verhältnisse ungewöhnlich, einige Gemälde des Malers Lucas Cranach des Älteren.
Nach dem Tod ihres Mannes zog sie sich 1660 auf ihr Wittum Schloss Husum zurück, nachdem sie ihrem erst 18-jährigen Sohn Christian Albrecht noch ein Jahr zur Seite gestanden hatte. Sie baute dieses Schloss im frühbarocken Stil aus und tat sich als Patronin von Kunst und Kultur hervor. Husum erlebte unter Maria Elisabeth eine Blütezeit.
Sie ließ 1664 eine Voll-Bibel in Schleswig drucken. Die begrenzte Auflage von nicht mehr als 100 Exemplaren dieser sogenannten Maria Elisabeth-Bibel oder Schleswiger Bibel (eine Lutherbibel mit dem Text von 1545) erfreute sich besonderer Beliebtheit. Sie diente hauptsächlich den Mitgliedern und Gästen des Husumer Hofstaates.

„Mehrere Exemplare gerieten aber auch in die evangelischen Kirchengemeinden Schleswig-Holsteins, waren doch aufgrund des leidigen Kriegswesens viele Kirchen im Lande ihrer Bücher und besonders auch ihrer Bibel beraubt worden.“

Nach der Veröffentlichung der Lutherbibel (1664) und des Kirchenbuches (1665) veranlasste sie die Herausgabe des Husumer Hofgesangbuchs von 1676. 1684 starb mit Maria Elisabeth die tragende Persönlichkeit des geistig-kulturellen Lebens am Husumer Hof.

## Nachkommen
Aus der Ehe mit dem Herzog Friedrich III. von Schleswig-Holstein-Gottorf gingen 16 Kinder hervor:
1. Sophie Auguste von Schleswig-Holstein-Gottorf (* 1630; † 1680); ⚭ 1649 Fürst Johann von Anhalt (* 1621, † 1667)
2. Magdalena Sibylla von Schleswig-Holstein-Gottorf (* 1631; † 1719); ⚭ 1654 Herzog Gustav Adolf von Mecklenburg-Güstrow (* 1633, † 1695)
3. Johann Adolf (* 1632, † 1633), Erbprinz
4. Marie Elisabeth (* 1634; † 1665); ⚭ 1650 Ludwig VI. von Hessen-Darmstadt (* 1630; † 1678)
5. Friedrich (* 1635; † 1654), Erbprinz
6. Hedwig Eleonora von Schleswig-Holstein-Gottorf (* 1636; † 1715); ⚭ 1654 Karl X. Gustav von Schweden (* 1622; † 1660)
7. Adolf August (*/† 1637)
8. Johann Georg von Schleswig-Holstein-Gottorf (* 1638; † 1655), Erbprinz
9. Anna Dorothea von Schleswig-Holstein-Gottorf (* 1640; † 1713)
10. Christian Albrecht von Schleswig-Holstein-Gottorf (* 1641; † 1695), Herzog von Gottorf und Fürstbischof von Lübeck; ⚭ 1667 Friederike Amalie, Tochter von König Friedrich III. von Dänemark und Norwegen (* 1649; † 1704)
11. Gustav Ulrich (* 1642; † 1642)
12. Christine Sabine (* 1643; † 1644)
13. August Friedrich von Schleswig-Holstein-Gottorf (* 1646; † 1705) 1666 Fürstbischof von Lübeck; ⚭ 1676 Christine, Tochter des Herzogs August von Sachsen-Weißenfels (* 1656; † 1698)
14. Adolf (* 1647; † 1648)
15. Elisabeth Sophie (* 1647; † 1647)
16. Augusta Maria von Schleswig-Holstein-Gottorf (* 1649; † 1728); ⚭ 1670 Friedrich VII. Magnus (Baden-Durlach) (* 1647; † 1709)

## Vorfahren
| Ahnentafel Maria Elisabeth von Sachsen | Ahnentafel Maria Elisabeth von Sachsen                                                            | Ahnentafel Maria Elisabeth von Sachsen                                                            | Ahnentafel Maria Elisabeth von Sachsen                                                              | Ahnentafel Maria Elisabeth von Sachsen                                                              | Ahnentafel Maria Elisabeth von Sachsen                                                                    | Ahnentafel Maria Elisabeth von Sachsen                                                                    | Ahnentafel Maria Elisabeth von Sachsen                                                                    | Ahnentafel Maria Elisabeth von Sachsen                                                                    |
| -------------------------------------- | ------------------------------------------------------------------------------------------------- | ------------------------------------------------------------------------------------------------- | --------------------------------------------------------------------------------------------------- | --------------------------------------------------------------------------------------------------- | --- | --- | --- | --- |
| Ururgroßeltern                         | Herzog Heinrich der Fromme (1473–1541) ⚭ 1512 Katharina von Mecklenburg (1487–1561)               | König Christian III. (1503–1559) ⚭ 1525 Dorothea von Sachsen-Lauenburg (1511–1571)                | Kurfürst Joachim II. (1505–1571) ⚭ 1524 Magdalene von Sachsen (1507–1534)                           | Herzog Georg von Brandenburg-Ansbach (1484–1543) ⚭ 1525 Hedwig von Münsterberg-Oels (1508–1531)     | Markgraf Friedrich II. von Brandenburg (1460–1536) ⚭ 1479 Sofia Jagiellonka (1464–1512)                   | Fürst Erich I. (1470–1540) ⚭ 1525 Elisabeth von Brandenburg (1510–1558)                                   | Herzog Johann von Jülich-Kleve-Berg (1490–1539) ⚭ 1510 Maria von Jülich-Berg (1491–1543)                  | Kaiser Ferdinand I. (1503–1564) ⚭ 1521 Anna von Böhmen und Ungarn (1503–1547)                             |
| Urgroßeltern                           | Kurfürst August von Sachsen (1526–1586) ⚭ 1548 Anna von Dänemark (1532–1585)                      | Kurfürst August von Sachsen (1526–1586) ⚭ 1548 Anna von Dänemark (1532–1585)                      | Kurfürst Johann Georg von Brandenburg (1525–1598) ⚭ 1548 Sabina von Brandenburg-Ansbach (1529–1575) | Kurfürst Johann Georg von Brandenburg (1525–1598) ⚭ 1548 Sabina von Brandenburg-Ansbach (1529–1575) | Herzog Albrecht von Preußen (1490–1568) ⚭ 1550 Anna Maria von Braunschweig (1532–1568)                    | Herzog Albrecht von Preußen (1490–1568) ⚭ 1550 Anna Maria von Braunschweig (1532–1568)                    | Herzog Wilhelm V. (1516–1592) ⚭ 1546 Maria von Österreich (1531–1581)                                     | Herzog Wilhelm V. (1516–1592) ⚭ 1546 Maria von Österreich (1531–1581)                                     |
| Großeltern                             | Kurfürst Christian I. von Sachsen (1560–1591) ⚭ 1582 Sophie von Brandenburg (1568–1622)           | Kurfürst Christian I. von Sachsen (1560–1591) ⚭ 1582 Sophie von Brandenburg (1568–1622)           | Kurfürst Christian I. von Sachsen (1560–1591) ⚭ 1582 Sophie von Brandenburg (1568–1622)             | Kurfürst Christian I. von Sachsen (1560–1591) ⚭ 1582 Sophie von Brandenburg (1568–1622)             | Herzog Albrecht Friedrich von Preußen (1553–1618) ⚭ 1573 Marie Eleonore von Jülich-Kleve-Berg (1550–1608) | Herzog Albrecht Friedrich von Preußen (1553–1618) ⚭ 1573 Marie Eleonore von Jülich-Kleve-Berg (1550–1608) | Herzog Albrecht Friedrich von Preußen (1553–1618) ⚭ 1573 Marie Eleonore von Jülich-Kleve-Berg (1550–1608) | Herzog Albrecht Friedrich von Preußen (1553–1618) ⚭ 1573 Marie Eleonore von Jülich-Kleve-Berg (1550–1608) |
| Eltern                                 | Kurfürst Johann Georg I. von Sachsen (1585–1656) ⚭ 1607 Magdalena Sibylle von Preußen (1586–1659) | Kurfürst Johann Georg I. von Sachsen (1585–1656) ⚭ 1607 Magdalena Sibylle von Preußen (1586–1659) | Kurfürst Johann Georg I. von Sachsen (1585–1656) ⚭ 1607 Magdalena Sibylle von Preußen (1586–1659)   | Kurfürst Johann Georg I. von Sachsen (1585–1656) ⚭ 1607 Magdalena Sibylle von Preußen (1586–1659)   | Kurfürst Johann Georg I. von Sachsen (1585–1656) ⚭ 1607 Magdalena Sibylle von Preußen (1586–1659)         | Kurfürst Johann Georg I. von Sachsen (1585–1656) ⚭ 1607 Magdalena Sibylle von Preußen (1586–1659)         | Kurfürst Johann Georg I. von Sachsen (1585–1656) ⚭ 1607 Magdalena Sibylle von Preußen (1586–1659)         | Kurfürst Johann Georg I. von Sachsen (1585–1656) ⚭ 1607 Magdalena Sibylle von Preußen (1586–1659)         |
| Maria Elisabeth von Sachsen            |                                                                                                   |                                                                                                   | | | | | | |